# Вербов, Абрам Аронович
Вербов Абрам Аронович (1880, Зеньков, Полтавская губерния — 1942, неизвестно) — российский рабочий-революционер. Участник гражданской войны на Украине.

## Биография
Родился в 1880 году в городе Зенькове Полтавской губернии в мещанской семье.
Рабочий Брянского завода в Екатеринославе, окончил техническую школу при заводе, работал в заводской химической лаборатории.
Член РСДРП с 1903 года, активно участвовал в революционном движении, работал на Украине, в Гомеле и на Урале.
Активный участник революционных событий 1905 года. В 1907 году арестован в Верхотурье Пермской губернии, после 2-х лет заключения приговорён к ссылке на поселение, откуда в 1909 году совершил побег.
В 1909—1917 годах был в эмиграции в Бельгии, Болгарии, Сербии, Австрии, где работал на заводах: в Бельгии на заводе Renault; вёл партийную работу в большевистских эмигрантских группах и местных социал-демократических партиях: в Софии, в Белграде в газете сербских социалистов.
В 1917 году вернулся в Россию, участвовал в борьбе за власть Советов на Екатеринославщине. В 1917 году — член Екатеринославского совета рабочих и солдатских депутатов, уполномоченный ЦК РСДРП(б) в Приднепровье.
В 1918 году находился на подпольной работе в Харьковской губернии, в августе 1918 года арестован гетманской полицией, освобождён после падения режима гетмана Скоропадского.
В начале 1919 года — инструктор Екатеринославского губкома РКП(б). С июня 1919 года — начальник следственной части особого отдела 14-й армии, с сентября — военком 2-й бригады 41-й стрелковой дивизии, с января 1920 года — снова начальник следственной части особого отдела 14-й армии.
В марте-августе 1920 года находился на Балканах.
В 1919—1928 годах — сотрудник ОГПУ и контрольных комиссий на Украине, в Смоленске и Новосибирске.
В августе 1920 — марте 1921 года — начальник 14-го спецотделения особого отдела ВЧК, в декабре 1921 года — на работе за границей. С начала 1922 года — начальник ИНО Закавказской ЧК. В сентябре 1922 — сентябре 1923 года — начальник Восточного отдела ПП ГПУ по юго-востоку России (Ростов-на-Дону).
С сентября 1923 года — начальник заграничной группы ПП ОГПУ в Туркестане. С августа 1924 года — в распоряжении Среднеазиатского бюро ЦК ВКП(б).
С 1925 года — на работе в органах прокуратуры: помощник губернского прокурора (Одесса), в ЦКК и Институте Ленина (Москва), в главном суде Крымской АССР.
С 1928 года состоял в Крымском отделении Всесоюзного общества старых большевиков (Симферополь, членский билет № 626).
В августе-октябре 1929 года — заведующий Уральским областным партийным архивом.
В 1934 году исключён из Всесоюзного общества старых большевиков «за антипартийный поступок».
Умер в 1942 году.